# Hosszúerdő-hegy
A Hosszúerdő-hegy a Budai-hegység egyik, 373 [más forrás szerint 363] méter magas magaslata Budapest és Remeteszőlős közigazgatási határán, a Nagy-Szénás–Zsíros-hegy tömbjében. Déli és nyugati lejtői korábban Nagykovácsi területéhez tartoztak, ma a 2002-ben önálló településsé vált Remeteszőlős külterületén terülnek el. Tulajdonképpen a Remete-hegy keleti nyúlványa, amelyet az Ördög-árok vágott le a hegy főtömbjéről a Remete-szurdok völgyének kialakításakor.

## A név eredete
Neve a turisztikai szakirodalomban előfordul Hosszú-Erdő-hegy formában is. Az elnevezés eredete nem ismert. Kis Remete-hegy néven is említik.

## Leírása
A hegy tömbje nagyjából északnyugat–délkeleti irányban nyúlik el a Nagykovácsi-medence déli része és az Ördög-árok völgye között. Csúcsának környéke, valamint a Nagykovácsi-medencére néző déli és nyugati oldala erdős, északkeleti lejtői Máriaremete felé futnak le, csaknem a gerincvonalig. Nyugat-északnyugat felől a Remete-szurdok határolja, kelet felől pedig Adyliget városrésze. Délkeleti lábainál, Adyliget és Remeteszőlős határvidékén évtizedek óta rendészeti objektumok találhatók, ezek itteni elhelyezése is közrejátszhat abban, hogy a Hosszúerdő-hegyet a turistautak jobbára elkerülik.
A hozzá közel, de már a Nagykovácsi út déli oldalán magasodó Fekete-fejtől egy tágas, feltehetőleg az Ördög-árok egyik egykori ága által kialakított völgy különíti el.
A hegytömb felszíne részben dachsteini mészkőből, részben hárshegyi homokkőből épült fel; a felhagyott kőfejtőjében található a Rácskai-barlang.

## Megközelítése
Budapesti közösségi közlekedéssel a Hosszúerdő-hegy a Hűvösvölgyből induló 63-as, 157-es és 157A buszokkal közelíthető meg a legegyszerűbben.
A Hosszúerdő-hegy nyugati lábainál, a Remete-szurdokban húzódik az Országos Kéktúra Piliscsaba és Hűvösvölgy között vezető 13. számú szakasza.